# Charlie Fletcher
Charles "Charlie" Fletcher é um escritor e roteirista escocês.

## Vida pessoal
Fletcher nasceu em 196? na Escócia, mas cresceu em Leatherhead, no condado inglês de Surrey. No ensino superior, estudou literatura inglesa. Vive em Edimburgo e é casado com a artista compatriota Domenica More Gordon, com quem teve dois filhos: Jack e Ariadne.

## Filmografia

### Cinema
| Ano  | Título       |
| ---- | ------------ |
| 1995 | Fair Game    |
| 2001 | Mean Machine |

## Obras publicadas
- Trilogia Stoneheart[7]
  - Stoneheart (2006)
  - Ironhand (2007)
  - Silvertongue (2008)
- Far Rockaway (2011)